# Nerolio
Nerolio è un film del 1996 diretto da Aurelio Grimaldi.
La pellicola è ispirata alla figura di Pier Paolo Pasolini.
Il film è noto anche come Nerolio - Sputerò su mio padre.

## Trama
Il film è liberamente ispirato alle ultime fasi della vita di Pasolini, e al suo romanzo Petrolio,  ed è diviso in 3 parti. Un regista cinematografico di sinistra incontra tre giovani, dopo una partita di calcio, che pedina, e infine li invita a salire in macchina per avere un rapporto. 
Nel secondo, il regista riceve a casa un ragazzo per una consulenza circa una sua tesi di laurea da scrivere. Tuttavia il ragazzo va per meglio conoscere il regista e per avere rapporti intimi con lui.
Nell'ultimo episodio il regista di notte, si trova nell'idroscalo di una borgata marina (ispirazione al Lido di Ostia), e viene raggiunto dai ragazzi, gravemente malmenato e infine ucciso.